# 布萊恩·謝佛失蹤案
39°59′38″N 83°00′24″W / 39.99382°N 83.00657°W
布萊恩·謝佛（英語：Brian Shaffer，1979年2月25日生）為一名俄亥俄州立大學的醫科學生。2006年3月31日晚間，謝佛與他的朋友外出慶祝春假的開始，接著與其同伴分散，而他的同伴以為謝佛早已返家。然而，一間酒吧門口的監視攝影機，錄到謝佛在4月1日凌晨2點前不久，曾與兩名女子有過短暫交談，並接著重新回到酒吧裡，也自此人間蒸發。這起事件獲得美國國內媒體的關注。
謝佛的失蹤令調查員十分困惑，因為當時的酒吧只有一個向公眾開放的出入口。哥倫布警方對整起事件有多種假設：其一，當晚一名陪同謝佛出遊的朋友，因拒絕就此事接受測謊而被關注並受到懷疑，其二，有人懷疑這起事件是一起謀殺案，甚至認為微笑臉連環殺手亦牽扯其中，其三，謝佛可能利用新身分生活在某個地方。

## 背景
謝佛生長於俄亥俄州州會哥倫布市外郊的皮克林頓，該州的俄亥俄州立大學亦位於哥倫布市中。謝佛在家中為長子，於1997年自當地高中畢業後，進入俄亥俄州立大學就讀，6年後於大學畢業並取得微生物學學位。

謝佛隨後在2004年繼續就讀於俄亥俄州大學醫學院。2006年3月，謝佛的母親蕾妮（Renee）因骨髓增生異常症候群離世。他的朋友表示，雖然謝佛表面看起來沒怎麼樣，但母親的死對謝佛而言，是個沉重的打擊。
在謝佛的生活中，具有重要意義的女人並不是只有他的母親而已。當時謝佛的女朋友，為醫學院二年級生的艾莉西斯·瓦戈納（Alexis Waggoner）。她和周遭的親朋好友都認為，謝佛會在2006年向她求婚，而兩人預計在4月初春假期間，前往邁阿密旅遊時，他們認為謝佛最可能在此時向她求婚。
邁阿密這樣的熱帶地區很吸引謝佛，因為他喜歡輕鬆的生活步調。謝佛跟他的朋友們說，雖然他決定尋求一個與醫療有關的工作，但他真正希望的工作其實是創立一個吉米·巴菲特風格的樂團。

## 失蹤

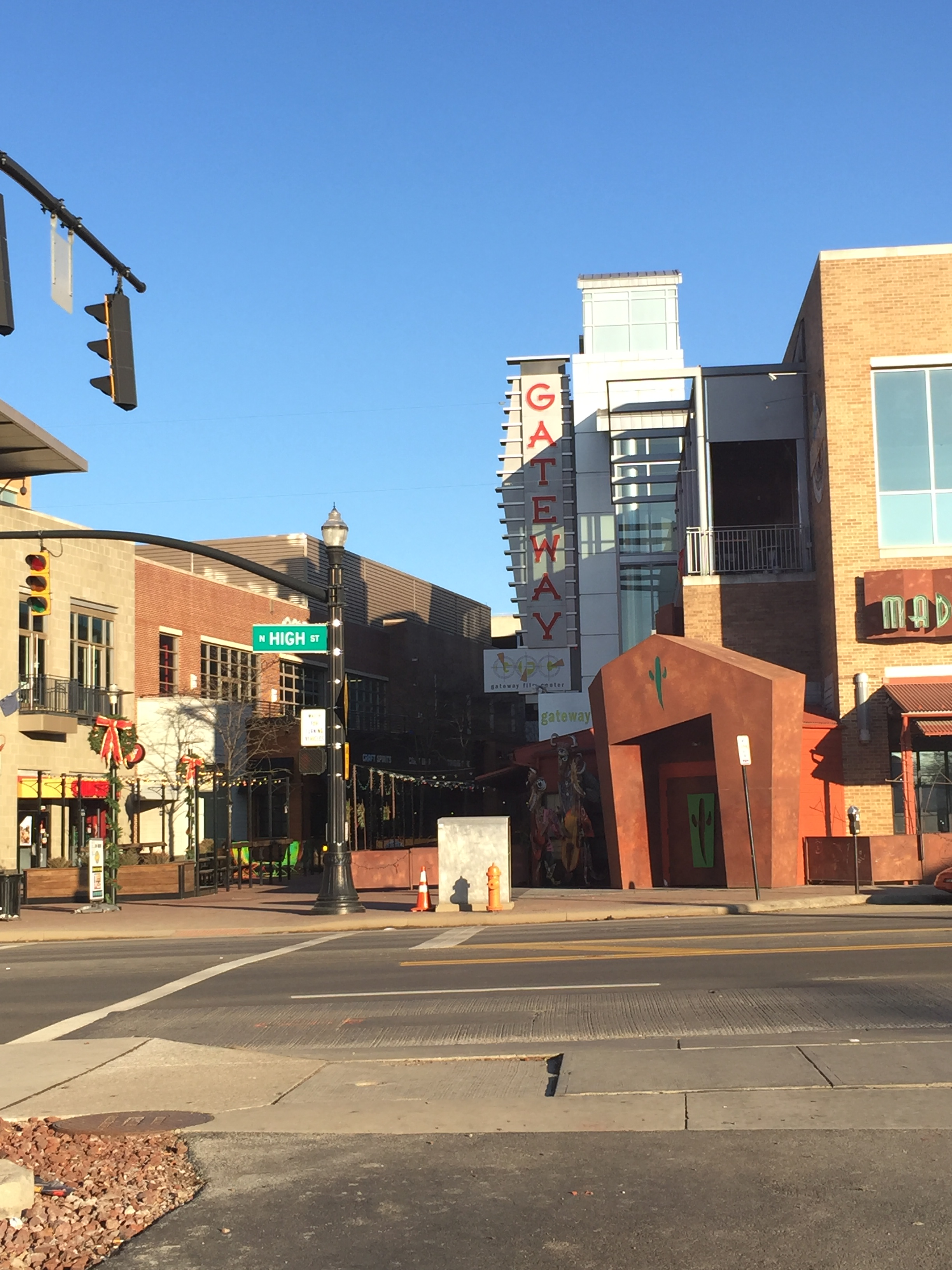
2015年的南校區小道。Ugly Tuna酒吧位於右側建築的二樓

3月31日星期五，俄亥俄州大學的課程告一段落，為期一周的春假正式開始。謝佛和他的父親藍迪（Randy Shaffer），在傍晚一起外出吃牛排慶祝。藍迪注意到他的兒子，似乎因為前一周應付考試熬夜讀書，而顯得十分疲倦。他認為謝佛晚上不應該跟朋友威廉·「克林」·佛羅倫斯（William "Clint" Florence）外出，但他並沒有將這個想法告訴謝佛。
當晚9點，謝佛和佛羅倫斯在「Ugly Tuna」酒吧碰面，該酒吧位於北高街（North Hight Street）上的南校區小道建築群（South Campus Gateway complex）之中。1個小時後，謝佛打了通電話給瓦戈納。瓦戈納在和謝佛出發去邁阿密前，先回到托萊多的家探望家人。然後謝佛與佛羅倫斯離開酒吧，一路往競技場區走，連續光顧了好幾間酒吧，根據佛羅倫斯的說法，每停留一家酒吧，他們兩人都會各喝一杯「Shot」。
午夜過後，謝佛兩人在短北社區碰到了佛羅倫斯的朋友梅芮迪絲·里德（Meredith Reed）。她載著謝佛跟佛羅倫斯回到他們倆一開始碰面的酒吧，並陪他們喝上最後一輪。等他們抵達酒吧後不久，謝佛便與他們分開了。佛羅倫斯與里德曾試著尋找謝佛的蹤影，並不斷的打電話給他。酒店在凌晨2點關門後，佛羅倫斯與里德跟著其他顧客離開酒吧，並在酒吧外面等待謝佛。佛羅倫斯和里德因為沒有在離去的人潮中發現謝佛，便認為謝佛在沒有告知他們的情況下就先回家了。
之後的周末裡，瓦戈納與藍迪·謝佛皆試著打電話給布萊恩·謝佛，但布萊恩一直都沒有接電話。周一早晨，謝佛錯過了他與瓦戈納預定前往邁阿密的班機。隨後，謝佛被通報失蹤。

## 調查
警方開始在謝佛最後所在的Ugly Tuna酒吧進行搜查。南校區小道的附近因為城市衰退的關係導致犯罪率居高，所以酒吧裝有數支監視器。警方在錄影帶中發現，謝佛、佛羅倫斯和里德三人在凌晨1點15分搭乘手扶梯上樓，然後走進了酒吧的主門。1點55分時，謝佛走出酒吧與兩名年輕女子短暫交談後，接著往酒吧的方向走去，並走出了監視器的錄影範圍，顯然是重新回到了酒吧。這是謝佛的最後身影，因為不久後酒吧關門時，監視器並未錄到謝佛的身影。
接著警方意識到，謝佛可能在酒吧內換了裝，或是帶了個帽子，然後低著頭不讓監視器拍到他的臉。監視器也有可能沒有拍到謝佛，兩支監視器中，一支會來回擺動，另一支則由人員操縱。他也可能從別的路線離開酒吧所在的建築。但是該建築的另一個出口通常僅供員工使用，雖然當時因為有施工的關係而開著，但警察覺得就算是神智清醒的時候，都很難通過施工場所，更別提謝佛那樣喝得醉醺醺的時候了。
俄亥俄州各城市中，哥倫布市中的監視器數量是最多的，比克里夫蘭、辛辛那提和托萊多三個城市的監視器總數還多，警察接著調閱了附近酒吧的監視錄影帶，希望能解釋謝佛怎麼離開Ugly Tuna酒吧的。但是附近三間酒吧的監視器都沒有錄到謝佛的蹤跡。
搜查行動從Ugly Tuna酒吧開始向外展開，員警和警犬在街上仔細的搜查，檢查附近垃圾桶和垃圾箱，並詢問附近的居民是否有看到過謝佛。珍珠果醬樂隊是謝佛最喜歡的樂團之一，其Alive專輯封面中的火柴人畫像，被謝佛刺在自己的右手臂上，謝佛其中一眼的虹膜上有很特殊的斑紋，這兩個特徵和謝佛的照片被印在傳單上並大量的發放。警方甚至說服市府讓他們進入地下水道進行搜索。然而警方一直沒有找到有用的情資。謝佛所住的公寓，位於Ugly Tuna六個街區外的國王大道（King Avenue）上，而他的車依舊停在公寓外頭。公寓內也沒有發現任何可疑之處。
在搜索了酒吧方圓數英里後，警方開始考慮意外和謀殺以外的可能性。謝佛的母親在謝佛失蹤前不久離世，警方懷疑他跑到某處暗自傷心。但是，謝佛後來被認定為永久失蹤，亦沒有其他理由能證明是他自己蓄意失蹤。
警方要求在31號見過謝佛的人，都必須接受測謊，包括謝佛的父親。謝佛的父親藍迪、里德和其他人都接受並通過了測謊，唯有佛羅倫斯拒絕接受測謊。曾與謝佛交談的兩名女性，她們的身分後來也被指認出來，她們表示在2009年時，並沒有被要求接受測謊。
謝佛失蹤後，瓦戈納每天晚上睡覺前，都會打電話給謝佛，並持續了好一段時間。打給謝佛的電話通常都轉進語音信箱，但在9月的某一天晚上，電話竟然響了3聲。瓦戈納在自己的Myspace頁面中寫道：「我一直打電話給謝佛，只因為這是我這輩子聽過最棒的聲音之一，即使沒人會接起。」謝佛的無線網路供應商Cingular表示，瓦戈納所聽到的聲音可能只是電腦故障所造成的。位於哥倫布市西北方14英里（23）、希利亞德 (俄亥俄州)內中的一個基地台曾接收到謝佛手機的ping。
警方曾接到許多通報，但對案情推進毫無幫助。案發當年稍晚，珍珠果醬樂團主唱艾迪·維達在辛辛那提的演唱會中，於歌曲之間要求粉絲提供有關謝佛失蹤的情報，但最後也對案情毫無幫助。密西根州和德州，甚至是瑞典都有目擊者受到調查。
才喪妻不久的藍迪·謝佛，靠著一己之力不斷的尋找他的兒子。一名靈媒告訴藍迪，謝佛的屍體泡在一座橋墩附近的水中。藍迪、布萊恩·謝佛的弟弟德瑞克（Derek），以及對案情有興趣的市民們，買了涉水褲在流經哥倫布市且鄰近俄亥俄州大學的奧倫坦吉河岸上，尋找橋梁附近有沒有屍體，結果依舊一無所獲。
警方曾短暫的考慮，此案有沒有可能適用爭議重重的微笑臉殺手理論。如果按照該理論，布萊恩·謝佛是微笑臉殺手唯一屍體未被發現的受害者。在美國聯邦調查局等其他執法單位的調查下，哥倫布警方最終否認本起失蹤案與連環殺手有關。

### 藍迪·謝佛死亡
2008年9月，當時的俄亥俄州中部正受到暴風雨的侵襲，而藍迪·謝佛在自己巴爾地摩家中的院子清掃時，樹旁的一張長椅被吹起並砸死了他。隔天，藍迪的鄰居發現了他的屍體並通報警方。
藍迪的訃聞上傳到網路上後，有人創建了一個線上弔唁冊。其中有一個簽名寫道：「致父親，愛你的布萊恩（美屬維京群島）」（To Dad, love Brian (U.S. Virgin Islands)）。這使人以為謝佛離開了哥倫布市，到某處重新開始了新的人生。經過調查後，該留言是來自於俄亥俄州富蘭克林縣的公共電腦，並被認為是一個惡作劇。

## 後續發展
藍迪·謝佛死後不久，克林·佛羅倫斯的律師尼爾·羅森堡（Neil Rosenberg），寫了一封信給自願協助謝佛家尋找布萊恩·謝佛的私家偵探唐·科貝特（Don Corbett），內容是關於克林將拒絕接受測謊。羅森堡亦暗示，他得知了哥倫布警方認為謝佛還活著。
2009年4月，俄亥俄州的學生報燈籠報，公開了羅森堡與科貝特來往的信件內容，羅森堡寫道：「我與警察談話後，我相信布萊恩還活著，如果他還活著的話，帶給謝佛一家痛苦的，並不是克林（佛羅倫斯），而是布萊恩。」「布萊恩應該主動結束這起事件」，佛羅倫斯更說，他並沒有隱藏任何事情，他從一開始就把自己所知道的東西都說出來了，也不認為再做一次這種事情有什麼價值。
羅森堡說，許多親近謝佛的人批評佛羅倫斯不太願意提供資訊。布萊恩·謝佛的弟弟和謝佛家最後的成員，德瑞克·謝佛憶道：「偵探開始介入調查時，他並未先與任何人連絡過。」「我一直認為他知道些什麼，只是不願意說出來罷了。」德瑞克認為布萊恩·謝佛還活著，而佛羅倫斯知道布萊恩的位置。德瑞克更說：「布萊恩是不是去到了某個地方，是不是真的，我們強烈的感覺認為克林應該知道。」謝佛當時的女友艾莉西斯·瓦戈納也認為，佛羅倫斯手上握有一些資訊。但是她認為謝佛已經去世並未曾去過其他地方。「我沒辦法想像他會這麼做」瓦戈納說。
2014年，哥倫布警方稱他們每個月會透過灭罪热线接受至少2次有關本案的通報，雖然都毫無用處。本案的證物放滿了4個檔案箱。本案最初的調查員之一安德烈·愛德華（Andre Edwards）告訴哥倫布月刊，在大量檢視謝佛失蹤當晚Ugly Tuna酒吧的監視錄影帶，希望能藉此將謝佛變裝離開的想法去除後，愛德華稱：「百分之百確信的說」謝佛並未從手扶梯離開。警方稱他們對本案有三種推論，但拒絕與月刊更進一步地進行討論。

## 衍生產物
藍迪·謝佛在生前與布萊恩失蹤後的這段期間，加入了一個俄亥俄州失蹤成年人家屬組成的遊說團體，希望能讓該州的立法機關通過法案，以在該州為類似案件建立一個協議。布萊恩失踪時，是由各個部門來處理案件，一些父母認為這導致自己親戚的失踪調查受到了影響。藍迪去世時，該法案已成為法律。

## 資料來源和註腳

### 資料來源
1. 1 2  . The Charley Project. 2009-05-10  [2016-03-12]. （原始内容存档于2016-03-20）.
2. ↑  Stafford, Rob. . Dateline NBC. 2006-03-08  [2016-03-12]. （原始内容存档于2016-03-13）.
3. 1 2 3  Sullivan, Michelle. . 哥倫布月刊（英语：Columbus Monthly）. 2014-09  [2016-03-12]. （原始内容存档于2016-03-04）.
4. 1 2 3 4 5  Sullivan, Drew. . The Lantern. 2009-04-12  [2016-03-12]. （原始内容存档于2016-03-17）.
5. 1 2 3 4 5 6 7 8 9 10 11 12 13 14 15 16 17  Johnston, April. . 哥倫布月刊（英语：Columbus Monthly）. 2009-04  [2016-03-12]. （原始内容存档于2016-03-13）.
6. 1 2  Miner, Abigail. . 燈籠報（英语：The Lantern）. 2008-10-12  [2016-03-12]. （原始内容存档于2016-03-16）.
7. 1 2 3 4 5  Pepi, Kirk. . Mel. 2016-11-13  [2017-01-05]. （原始内容存档于2017-02-12）.
8. ↑  Lane, Mary Beth; Ludlow, Randy. . Columbus Dispatch. 2008-09-15  [2016-03-17]. （原始内容存档于2016-03-24）.

### 註腳
1. ↑  一種量酒的單位，也可指用單一杯的烈酒

## 外部連結
- Find Brian Shaffer （页面存档备份，存于），布萊恩·謝佛的家人和朋友所建立的網站